# Карамышев, Арсений Иванович
Арсений Иванович Карамышев (1900—1945) — генерал-майор Рабоче-крестьянской Красной Армии, участник Великой Отечественной войны.

## Биография
Арсений Карамышев родился 19 января 1900 года в городе Чебоксары.
В 1918 году пошёл на службу в Красную Армию.
В годы Великой Отечественной войны:
22.06.1940 — 16.09.1941 военком 151-й стрелковой дивизии
16.09.1941 — 27.12.1941 военком 219-й стрелковой дивизии
15.02.1942 — 30.05.1942 военком 236-й стрелковой дивизии
30.05.1942 — 04.11.1942 служит на руководящих должностях в политотделе 63-й армии
05.11.1942 — 08.12.1942 начальник политического отдела 1-й гвардейской армии

Могила Карамышева на Новодевичьем кладбище Москвы.

08.12.1942 — 05.08.1943 начальник политического отдела 3-й гвардейской армии
21.10.1943 — 03.02.1945 член Военного совета 50-й армии
С 03.02.1945 начальник политического отдела 7-й гвардейской армии
Скончался 4 октября 1945 года, похоронен на Новодевичьем кладбище Москвы. 

## Был награждён
- Орден Ленина;
- Два ордена Красного Знамени;
- Орден Отечественной войны 1 степени;
- Медали[1].